# Алан Блейклі
Алан Тюдор Блейклі (нар. 23 березня 1940 — пом. 4 липня 2022) — англійський автор пісень і композитор, найвідоміший як автор міжнародних хітів 1960-х і 1970-х, створених у співпраці з Кеном Говардом, зокрема пісні, які стали номером 1 у Великій Британії «Have I the Right?» і «The Legend of Xanadu». Разом з Говардом він також написав два мюзикли для Вест-Енду та низку телевізійних тем, зокрема тематичну музику для довгострокового серіалу «Міс Марпл» Агати Крісті.

## Раннє життя та кар'єра
Народився як Алан Тюдор Блейклі у передмісті Гемпстед-Гардена, Лондон. Блейклі здобув освіту в Університетській коледжній школі (УКШ) у Гемпстеді та коледжі Вадем в Оксфорді, де вивчав класичну літературу (латинську та грецьку) та англійську мову, а також був редактором оглядів університетської газети «Червелл».
Після закінчення університету він об'єднав зусилля з двома старими друзями з УКШ Кеном Говардом і Полом Овері. У період між 1962 та 1963 роками він керував і редагував чотири номери журналу «Axle Quarterly», у якому друкувались ранні роботи Мелвіна Брегга, Рея Гослінга, Алексіс Лік'ярд, Джилліан Фрімен і Саймона Рейвена, серед інших. Відгалуженням журналу стала серія з п'яти буклетів на суперечливі теми, написані на замовлення Блейклі, Говарда та Овері, «Axle Spokes» (Axle Publications, 1963): Пітер Грем «Недозріле Відродження», критичний огляд британського кіно «Нова хвиля»; Джон Гейл «Секс — чи це легко?» про появу вседозволеного суспільства; Гевін Міллар «Поп! — Хіт чи промах?» про британський хіт-парад на початку існування The Beatles; Ентоні Роулі (псевдонім Алана Блейклі) «Інший вид кохання» про гомосексуалізм у роки кримінального переслідування у Великій Британії; Мелвіл Гардімент «Підсів на наркотики» — дослідження масштабів і природи наркоманії на початку 1960-х років.
Водночас, як позаштатний працівник, Блейклі написав й озвучив кілька програм BBC Radio, включно з «Творами для дітей», в якій він брав інтерв'ю у К. С. Льюїса, Дж. Р. Р. Толкіна та Енід Блайтон. З 1963 по 1964 рік Блейклі був продюсером-стажером на BBC TV та працював над щоденною програмою про поточні події «Сьогодні ввечері».
Ще раніше, коли він співав у церковному хорі Сейнт Мері-ат-Фінчлі, він почав усвідомлювати, що, хоча його голос був не настільки блискучим, він мав дар складати мелодії, які запам'ятовувались. Цей період хориста він став важливим етапом музичної освіти.

## Написання пісень і музики

### Міжнародні хіти 1960-1970-х років
У 1960-х і 1970-х роках у співпраці з Кеном Говардом Блейклі написав музику та слова для багатьох міжнародних хітів, які увійшли у топ-10, включно з двома хітами номер один у Великій Британії «Have I the Right?» (The Honeycombs) і «The Legend of Xanadu» (Dave Dee, Dozy, Beaky, Mick & Tich).
Серед інших виконавців, для яких вони писали, були Петула Кларк, Філ Коллінз, Саша Дістель, Рольф Гарріс, Френкі Гауерд (пісня для його фільму «У Помпеях»), Енгельберт Гампердінк, Горст Янковський, Ерта Кітт, Літл Іва, Marmalade, The Herd, Лулу та Matthews Southern Comfort.
Блейклі та Говард були першими британськими композиторами, які написали для Елвіса Преслі, зокрема хіт «I've Lost You» (1970), який він пізніше виконав у документальному фільмі «Елвіс: Усе, як є» фільмі.

### «Ark 2»
Концептуальний альбом Блейклі та Говарда «Ark 2» (1969), записаний гуртом Flaming Youth, викликав коментар, що Блейклі та Говард «мають дотепність, веселість, гідність і мелодійність, що нагадує Леонарда Бернстайна… це свідчить, що попмузика стає серйозною музикою — у правильному розумінні — епохи».

### Мюзикли
Блейклі та Говард написали два мюзикли для Вест-Енду: «Марді Гра» (театр Принц Уельський, 1976) і «Таємний щоденник Адріана Моула» (театр Віндема, 1984—1986), а також два мюзикли для BBC TV «Оріон» (1977) та «Небагато ангелів» (1978). Вони також написали музику та тексти для британського туру 1990 року «Матильди» Роальда Даля.

### Телевізійні теми
Блейклі та Говард також відповідали за тематичну та додаткову музику для кількох телевізійних драматичних серіалів, включно з «Вогняними деревами Тіки» (1981) та «Розділених мечем» (1983—1985), обидва згодом транслювалися в США в антології Алістера Кука «Шедевр театру» та «Міс Марпл» Агати Крісті (1984—1992), багаторічним серіалом ВВС.

## Психотерапія
Блейклі тривалий час цікавився аналітичною психологією, і за ініціативою свого психоаналітика, наставника та друга, доктора Вільяма Кремера, він вивчився на психотерапевта у Вестмінстерському пасторальному фонді (Фонд психотерапії та консультування).
Після закінчення навчання він займався приватною практикою вдома з 1981 по 2003 рік. Це призвело до співпраці Блейклі, Говарда та незалежного психіатра Р. Д. Лейнгом над культовим альбомом «Life before Death».

## Пізніша робота
Блейклі працював над мемуарами «Я маю право? — Спогади, роздуми, нотатки» і підтримував співпрацю з Говардом, з яким він очолював активну видавничу компанію Axle Music Ltd.

## Особисте життя і смерть
З 1978 по 2015 рік партнером Блейклі був перекладач Девід Чарльз Гарріс (1954—2015), з яким він уклав цивільне партнерство у 2007 році.
Блейклі помер 4 липня 2022 року у віці 82 років.